# Нормування показників якості продукції мінеральної сировини
Нормування показників якості продукції мінеральної сировини
На всі продукти збагачення вуглезбагачувальних фабрик державними стандартами (ДСТУ) встановлені норми якості. На фабриках, які вводяться в експлуатацію або на яких повністю замінена сировинна база, встановлюють тимчасові норми якості товарних продуктів збагачення.
Нормують такі показники якості продуктів збагачення:
– для концентрату – середню і граничну зольність абсолютно сухого палива  , граничний вміст вологі  , середній і граничний вміст сірки  , граничний вміст дріб’язку (тільки для розсортованих продуктів збагачення); 
– для промпродукту і шламу – граничну зольність  , граничний вміст вологи  .
Норми якості розробляють згідно зі спеціальною інструкцією.
Середню норму зольності  (%) концентрату і промпродукту визначають виходячи з зольності  (%) відповідних фракцій у вихідній шихті на наступний період.
Граничну норму зольності концентрату і промпродукту встановлюють, виходячи з середньої норми, з урахуванням коливань зольності в товарному продукті за минулий період (не менше 6 міс.) .
Середні й граничні норми вмісту сірки в концентраті розраховують аналогічно. 
Граничні норми вмісту вологи для кожного продукту збагачення встановлюють, виходячи з марочного складу вугілля і ефективності роботи зневоднюючих апаратів і сушильних установок, окремо для літнього і зимового періодів.
Граничні норми зольності шламу встановлюються таким чином, щоб вміст баласту (мінеральних домішок і вологи) не перевищував 50 %.
Граничні норми вмісту дріб’язку в розсортованих продуктах збагачення встановлюються відповідно до вимог стандартів.